# Frans Eemil Sillanpää
Frans Eemil Sillanpää (ur. 16 września 1888 w Hämeenkyrö, zm. 3 czerwca 1964 w Helsinkach) – fiński pisarz, jeden z najwybitniejszych powieściopisarzy i nowelistów fińskich XX wieku, przedstawiciel ruchu modernistycznego w literaturze oraz laureat literackiej Nagrody Nobla za 1939 rok, którą − z uzasadnienia jury − otrzymał za „głębokie przeniknięcie w życie fińskich chłopów i wyborne opisanie ich obyczajów w więzi z przyrodą”.

## Życiorys
Pochodził z niezamożnej rodziny – kosztem wyrzeczeń ojca ukończył szkołę w okolicy Tampere. Dzięki finansowemu wsparciu przyjaciół rozpoczął w 1908 studia przyrodnicze na Uniwersytecie w Helsinkach. Poznał wówczas środowisko artystyczne stolicy Finlandii, m.in. Jana Sibeliusa, Eero Järnefelta i Juhani Aho’ego. Członkowie tych kręgów silnie oddziaływali na jego formację artystyczną. W grudniu 1913, po rozczarowaniach miejskim życiem, przerwał studia, których już nigdy nie ukończył i wrócił do wsi rodzinnej. Pierwszą powieść (Słońce życia) wydał w 1916.

## Twórczość
Był autorem realistycznych, nasyconych liryzmem powieści o wymowie humanistycznej, osadzonych głównie w hermetycznym środowisku wiejskim miejsc znanych Fransowi Sillanpää z dzieciństwa.

Pomimo realizmu powieści fińskiego pisarza, prezentowany w nich obraz życia na wsi często podnoszony jest do rangi mistycznej oraz kosmogonicznej. Sillanpää mocno akcentuje przy tym kwestię Jedności wszechrzeczy, przeczucie doskonałego zjednoczenia człowieka z wszechświatem, które przejawia się w najprostszym bezpośrednim kontakcie jednostki ludzkiej z naturą. W powieściach takich jak Słońce życia (1916) czy Sierpień (1941) życie na wsi jest jednocześnie dotknięciem unio mystica; platonicznym symbolem pradawnego obcowania człowieka z Bogiem, powrotem do utraconego Raju, w którym panuje bezczas, doskonałość i pełnia w doświadczeniu zarówno indywidualnej jak i uniwersalnej egzystencji.

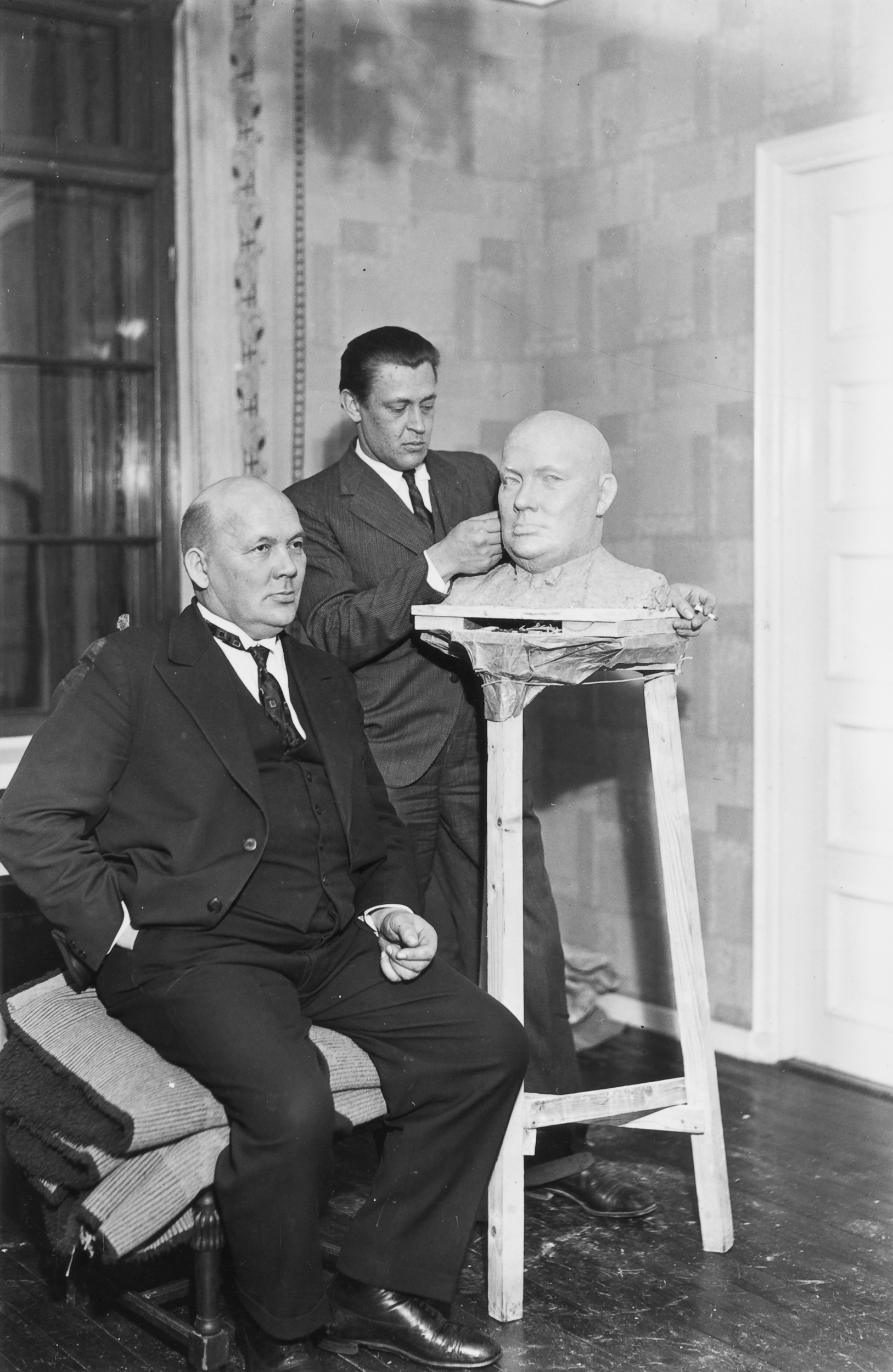
Sillanpää pozujący dla rzeźbiarza Mauno Oittinena (1931)

Osobną kategorię stanowią późne powieści Fransa Sillanpää, które powstały na gruncie osobistych przeżyć autora związanych z załamaniem psychicznym oraz chwilową utratą talentu pisarskiego. Utwory te − przesiąknięte typowo dekadenckim nastrojem melancholii, rozpaczy i nihilizmu − opowiadają głównie o „wypalonych” artystach pozbawionych nadziei oraz ludziach z marginesu społecznego.
Napisał też kilka poematów.

## Dzieła
- 1916: Słońce życia
- 1917: Ludzie w korowodzie życia
- 1919: Nabożna nędza
- 1923: Hiltu i Ragnar
- 1931: Zasnęła za młodu
- 1934: Ludzie w noc letnią
- 1941: Sierpień
- 1945: Dole i niedole człowieczego życia
- Chłopiec żył własnym życiem
- Opowiadam i wyobrażam
- Główne zdarzenie dnia
- Śmierć i zmartwychwstanie